# Biserica Sfântul Spiridon din Pitești
Biserica Sfântul Spiridon este un lăcaș de cult ortodox situat în cartierul Prundu al municipiului Pitești, județul Argeș, România. A fost construită între anii 1876 și 1878 de către familia Ștefănescu și sfințită de episcopul Ghenadie al II-lea al Argeșului. Biserica are hramul Sfântul Spiridon și deservește comunitatea ortodoxă din partea de sud a municipiului.

## Istoric
Parohia Prundu I este atestată în documente din secolul al XIX-lea, când funcționa o biserică de lemn cu același hram, distrusă de un incendiu în 1855. Inițiativa construirii unei noi biserici a fost luată în 1876 de epitropul Andrei Ștefănescu, alături de preotul Mincă Ionescu și alți membri ai comunității. Terenul a fost donat de familia Ștefănescu, care a contribuit financiar și logistic la întregul proiect.
Proiectul arhitectural a fost realizat de Johan Archez, arhitectul orașului Pitești. Biserica a fost sfințită la 3 decembrie 1878 de episcopul Ghenadie al II-lea al Argeșului, primind și un al doilea hram: Sfinții Apostoli Petru și Pavel.

## Arhitectură
Edificiul are plan dreptunghiular, fiind construit din cărămidă pe fundație de beton. Dispune de un pridvor deschis, cu arcade semicirculare susținute de coloane, și o turlă octogonală din lemn, amplasată deasupra pronaosului. Acoperișul este în două ape și învelit cu tablă galvanizată.
Interiorul este decorat cu pictură murală, inițial realizată în stil popular, repictată în anii '30 și '40 în tehnica uleiului. Iconostasul din lemn sculptat păstrează icoane din perioada construirii, iar în pronaos se află o icoană votivă cu portretul familiei ctitorilor.

## Activități religioase și comunitare
Biserica oficiază Sfânta Liturghie zilnică, slujbe de parastas, spovedanie și botez, conform tradiției ortodoxe. Hramul principal este sărbătorit pe 12 decembrie, când are loc o slujbă arhierească și procesiuni religioase.
În fiecare an, biserica organizează distribuții de alimente, icoane și produse de strictă necesitate pentru enoriași cu venituri reduse. Autoritățile locale, precum Consiliul Județean Argeș și Primăria Pitești, oferă sprijin financiar pentru întreținerea lăcașului.

## Restaurări și renovări
De-a lungul istoriei sale, biserica a fost resfințită în 1932, 1949 și 1993, fiecare dată marcând intervenții de reparație majoră. În 1932 s-au înlocuit acoperișul și pardoseala, iar pictura a fost refăcută în 1949. După 1990, lucrările de consolidare au culminat cu resfințirea din 1993. Ulterior, în 2004, s-a reabilitat exteriorul clădirii, iar după 2020 s-a refăcut acoperișul și s-au planificat lucrări la pictura interioară.
Fondurile au provenit în principal din donații ale enoriașilor și sprijin public de la administrația locală.

## Elemente de patrimoniu și simbolism
Biserica adăpostește icoane și obiecte de cult din secolul XIX, valoroase prin vechimea și caracterul lor artistic. Deși nu sunt atestate icoane făcătoare de minuni, biserica este considerată un simbol spiritual important al cartierului Prundu și al orașului Pitești.